# Nollendorfplatz
Nollendorfplatz, Nolle – plac w Berlinie, w Niemczech, w dzielnicy Schöneberg,  okręgu administracyjnym Tempelhof-Schöneberg. Został wytyczony w latach 1862–1864.
Na placu znajduje się stacja metra linii U1 Nollendorfplatz.